# Forshem
Forshem is een plaats in de gemeente Götene in het landschap Västergötland en de provincie Västra Götalands län in Zweden. De plaats heeft 87 inwoners (2005) en een oppervlakte van 16 hectare.